# Brignais

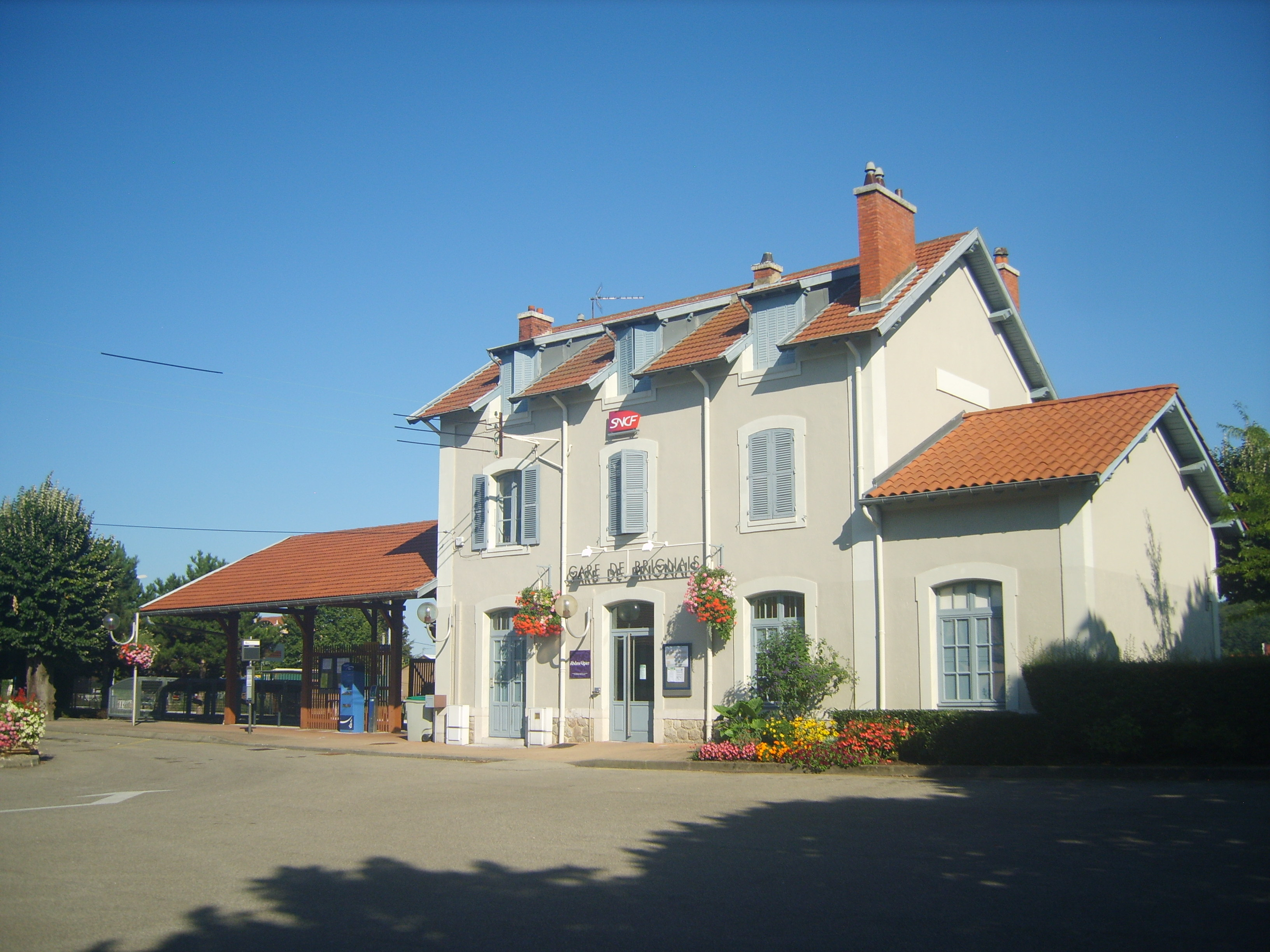
Dworzec kolejowy w Brignais, 2010

Brignais – miejscowość i gmina we Francji, w regionie Owernia-Rodan-Alpy, w departamencie Rodan.
Według danych na rok 1990 gminę zamieszkiwało 10 036 osób, a gęstość zaludnienia wynosiła 969 osób/km² (wśród 2880 gmin regionu Rodan-Alpy Brignais plasuje się na 67. miejscu pod względem liczby ludności, natomiast pod względem powierzchni na miejscu 1095.).